# Galindo Béjar
Galindo Béjar es una localidad del municipio de Anaya de Alba, en la comarca de Tierra de Alba, provincia de Salamanca, España. 

## Toponimia
Su nombre deriva de Galind Abeya, denominación con la que venía registrado en el siglo XIII, que había derivado a Galindabeja en el siglo XV, para desembocar en el Galindo Béjar actual.

## Historia
La fundación de Galindo Béjar se remonta a la Edad Media, obedeciendo a las repoblaciones efectuadas por los reyes leoneses en la Alta Edad Media, que lo ubicaron en el cuarto de Cantalberque de la jurisdicción de Alba de Tormes, dentro del Reino de León, denominándose en el siglo XIII Galind Abeya.
Con la creación de las actuales provincias en 1833, Galindo Béjar, considerado ya una alquería perteneciente a Anaya de Alba, quedó encuadrado en la provincia de Salamanca, dentro de la Región Leonesa.

## Demografía
En 2017 Galindo Béjar contaba con una población de 12 habitantes, de los cuales 4 eran varones y 8 mujeres (INE 2017).
| Gráfica de evolución demográfica de Galindo Béjar entre 2000 y 2017                      |
|                                                                                          |
| Fuente: Instituto Nacional de Estadística de España - Elaboración gráfica por Wikipedia. |